# Ardud
Ardud (în maghiară Erdőd, în trad. Pădureni; în germană Erdeed) este un oraș în județul Satu Mare, Transilvania, România, format din localitățile componente Ardud (reședința) și Mădăras, și din satele Ardud-Vii, Baba Novac, Gerăușa și Sărătura. Se află la 18 km sud de centrul municipiului Satu Mare și la 7 km de Aeroportul Internațional Satu Mare. Conform recensământului din anul 2011 Ardudul avea o populație de 6.231 locuitori, fiind cel mai mic oraș al județului Satu Mare.
Este situat pe Drumul European E81 / Drumul Național 19A , care duce spre nord în municipiul Satu Mare și vama Petea iar spre sud, către municipiile Zalău și Cluj-Napoca.
Ardud (în maghiară Erdod, in germană Erdeed) înseamnă „pădureni” și își are originea în pădurile întinse care acopereau împrejurimile localității.
Așezarea este atestată documentar din anul 1215, sub numele de Herdeud. La 1518 este consemnată pentru prima dată dimensiunile Cetății Ardud și timpul când a început și s-a finalizat construcția. Biserica Romano-Catolică din Ardud a fost ridicată de către Bartolomeu Dragfi în 1482. După preluarea domeniului și implicit a bisericii de către familia Karoly s-au făcut reparații la biserică în urma distrugerilor provocate de armatele turcești în 1565. 
În perioada medievală Ardudul avea o viață economică considerată prosperă și care îi dădea posibilitatea să întrețină cetatea și garnizoana. Domeniul Ardudului se încadra alături de alte domenii din Transilvania în categoria domeniilor mari, cu peste 50 de localități arondate. La 1566 Ardudul administra 3 târguri și 56 de sate. 
Odată cu venirea familiei Karoly și preluarea de către aceasta a Ardudului atât domeniul cât și cetatea de la Ardud vor intra într-o nouă etapă. Începând cu anul 1726 localitatea Ardud va fi colonizată cu șvabi.
În anul 1898 sosesc la Ardud călugărițele catolice care vor prelua școala de fete de lângă biserică înființând și o grădiniță. În jurul anului 1901, sub tutela Bisericii Romano-Catolice se termină construcția școlii pentru băieți. Comunitatea șvabilor va întemeia la Ardud în anul 1905 prima societate de credit. În anul 1929 se va înființa la Ardud și o filială a Băncii Șvăbești din Timișoara care va acorda împrumuturi locuitorilor din împrejurimi pentru diferite activități.
Biserica Greco-Catolică din Ardud s-a constituit în 1907 din inițiativa protopopului Ludovic Mărcuș iar în anul 1923 se stabilește la Ardud preotul greco-catolic Petru Hertzeg.
După Primul Război Mondial, localitatea Ardud intră în componența Regatului României. 
Ardudul a primit în anul 2006 statutul de oraș.

## Demografie
Componența etnică a orașului Ardud
     Români (61,17%)
     Maghiari (14,12%)
     Romi (8,23%)
     Germani (2,38%)
     Alte etnii (0,16%)
     Necunoscută (13,93%)
Componența confesională a orașului Ardud
     Ortodocși (42,29%)
     Romano-catolici (23,35%)
     Greco-catolici (8,46%)
     Penticostali (4,67%)
     Reformați (3,1%)
     Baptiști (1,7%)
     Alte religii (1,71%)
     Necunoscută (14,71%)
Conform recensământului efectuat în 2021, populația orașului Ardud se ridică la 6.124 de locuitori, în scădere față de recensământul anterior din 2011, când fuseseră înregistrați 6.231 de locuitori. Majoritatea locuitorilor sunt români (61,17%), cu minorități de maghiari (14,12%), romi (8,23%) și germani (2,38%), iar pentru 13,93% nu se cunoaște apartenența etnică. Din punct de vedere confesional, cei mai mulți locuitori sunt ortodocși (42,29%), cu minorități de romano-catolici (23,35%), greco-catolici (8,46%), penticostali (4,67%), reformați (3,1%) și baptiști (1,7%), iar pentru 14,71% nu se cunoaște apartenența confesională.

## Politică și administrație
Orașul Ardud este administrat de un primar și un consiliu local compus din 15 consilieri. Primarul, Ovidiu-Marius Duma[*], de la Partidul Național Liberal, este în funcție din 2004. Începând cu alegerile locale din 2024, consiliul local are următoarea componență pe partide politice:
|  | Partid                                 | Consilieri | Componența Consiliului | Componența Consiliului | Componența Consiliului | Componența Consiliului | Componența Consiliului |
|  | -------------------------------------- | ---------- | ---------------------- | ---------------------- | ---------------------- | ---------------------- | ---------------------- |
|  | Partidul Național Liberal              | 5          |                        |                        |                        |                        |                        |
|  | Uniunea Democrată Maghiară din România | 3          |                        |                        |                        |                        |                        |
|  | Alianța pentru Unirea Românilor        | 3          |                        |                        |                        |                        |                        |
|  | Partidul Social Democrat               | 2          |                        |                        |                        |                        |                        |
|  | Uniunea Salvați România                | 1          |                        |                        |                        |                        |                        |
|  | Forța Dreptei                          | 1          |                        |                        |                        |                        |                        |

## Personalități
- Tamás Bakócz (1442 - 1521), cardinal; s-a calificat în turul al doilea al conclavului din 1513, în care a fost ales papă Giovanni di Lorenzo de' Medici;
- Jóska Sobri (1810 - 1837), haiduc;
- Iosif Vasile Gaidoș (1919 - 1998), pictor;
- Dezideriu Szilagy (1928 - 2010), demnitar comunist;
- Radu Sergiu Ruba (n. 1954), scriitor.

## Obiective turistice
- Cetatea Ardud (construită în 1481 de viitorul voievod al Transilvaniei Bartolomeu Dragfi), de plan poligonal cu bastioane de colț, a fost una din cele mai puternice fortărețe seniorale din nordul Transilvaniei. Pe locul acestei fortărețe nobilul Alexandru Karolyi a construit în anul 1730 un castel. În prezent se păstrează unul din turnuri, refăcut în anul 1896, în stil neogotic. Ruinele castelului se află la intrarea în Ardud.
- Biserica romano-catolică, construită în 1482 și refăcută în 1860 și 1959, păstrează elemente de arhitectură gotică.
- Zona de agrement a orașului Ardud

## Orașe înfrățite
- Trévoux (1990) și La Martyre (1992), din Franța
- Szakoly (2004), Napkor (2005) și Nyírbéltek (2007), din Ungaria
- Velîki Bereg, din Ucraina (2005)

## Galerie de imagini

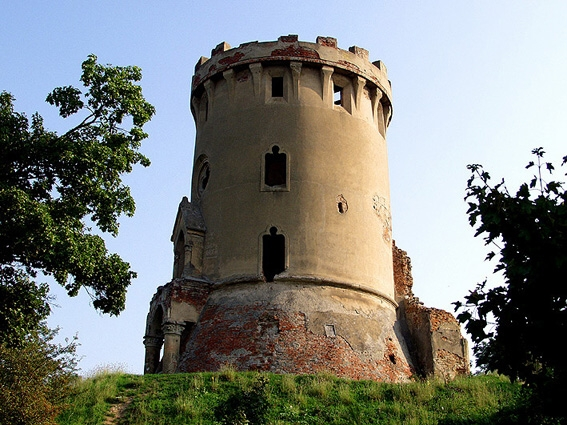
Cetatea Ardud (Castelul "Karolyi")
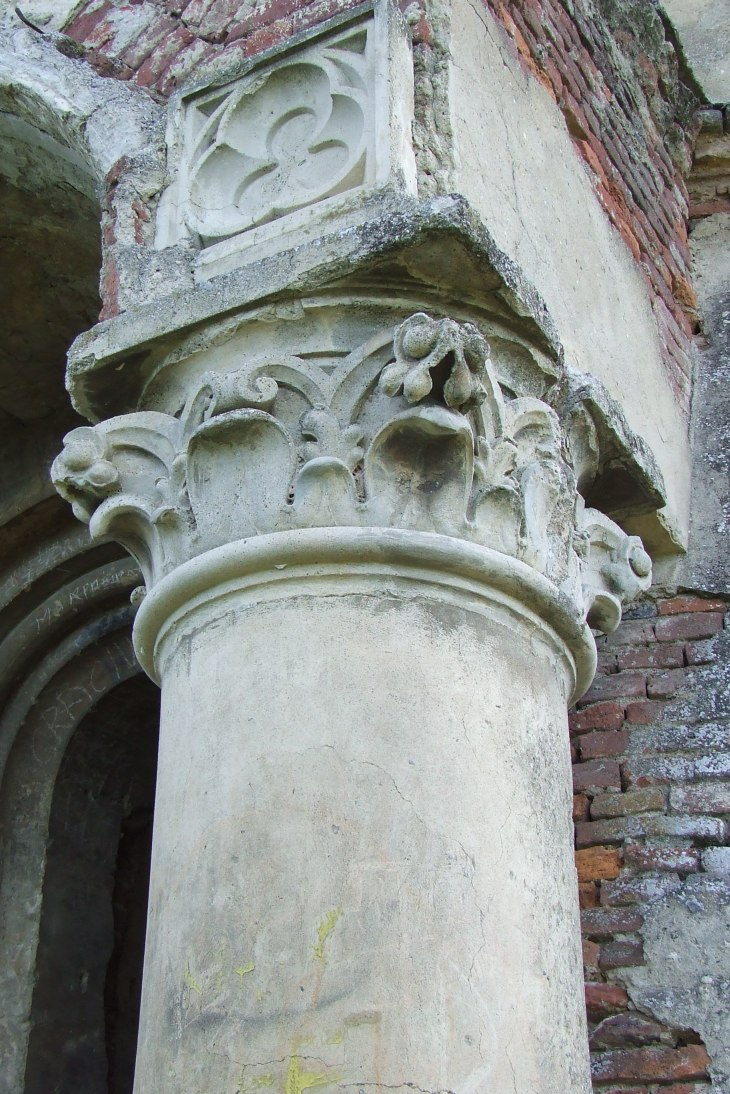
Cetatea Ardud (Castelul "Karolyi")
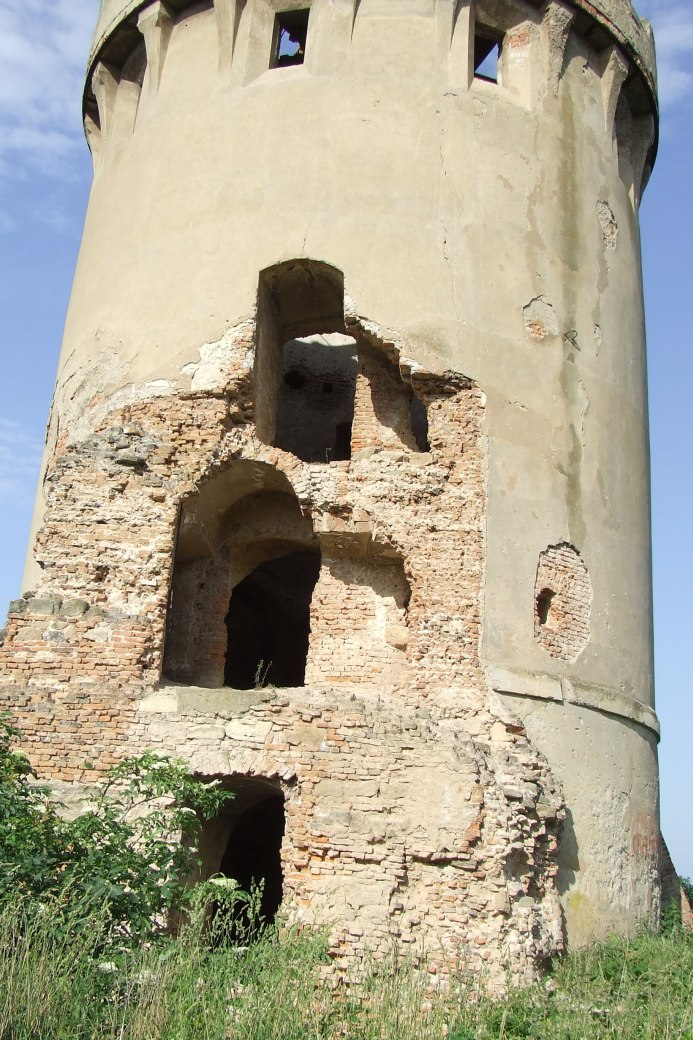
Cetatea Ardud (detaliu arhitectonic)
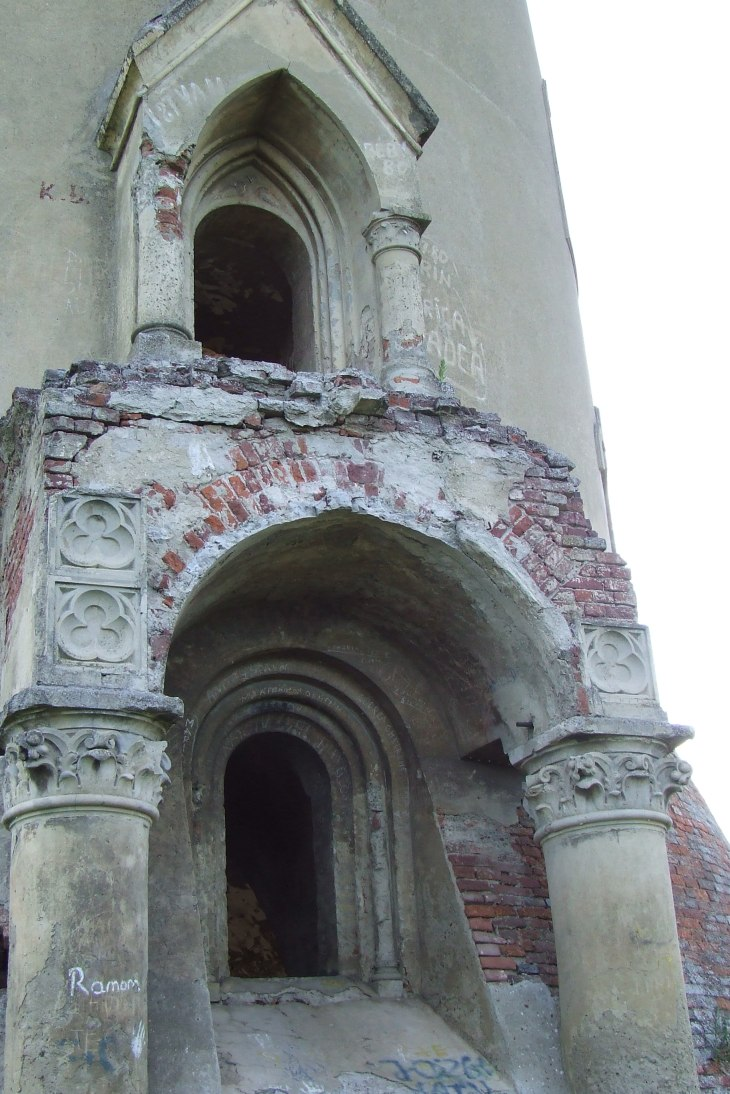
Cetatea Ardud
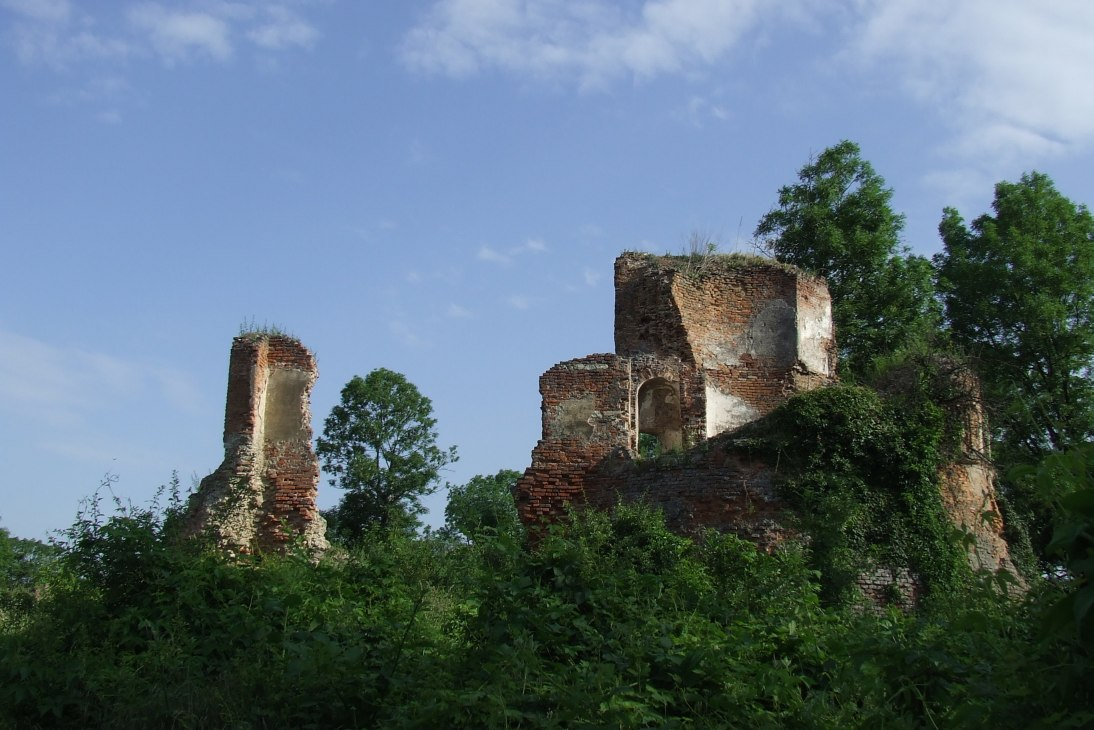
Cetatea Ardud
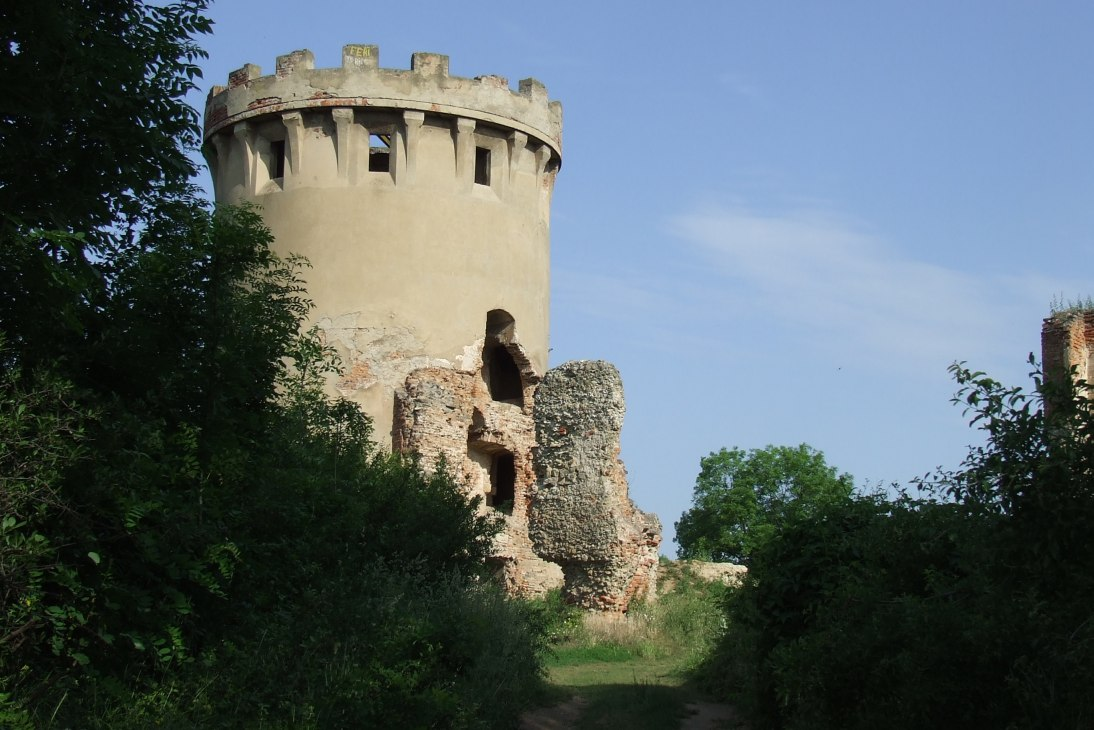
Cetatea Ardud
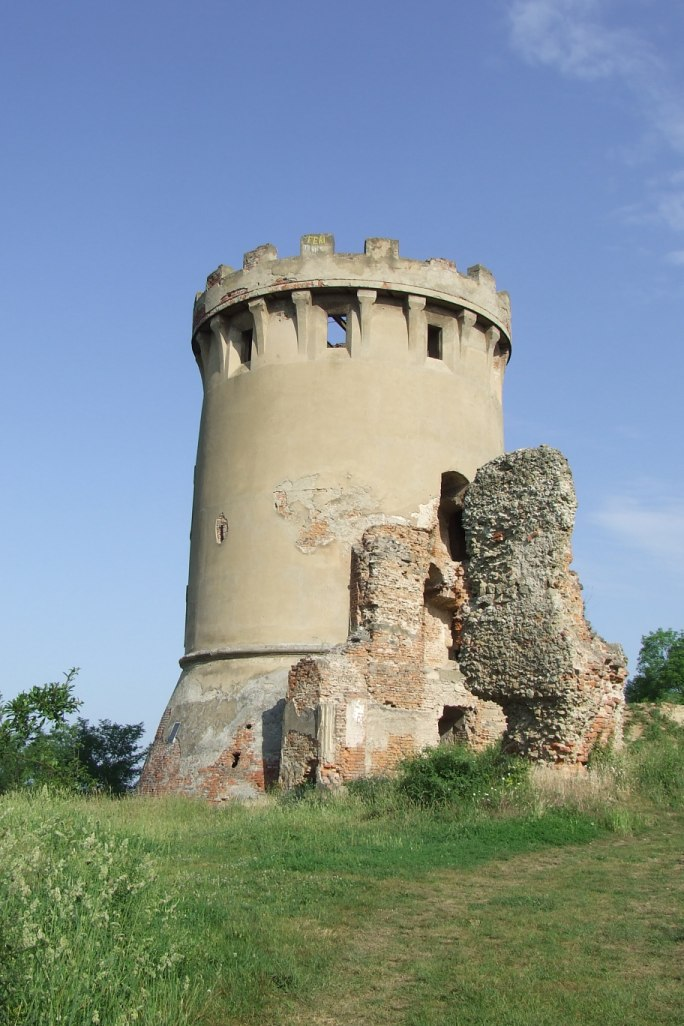
Cetatea Ardud
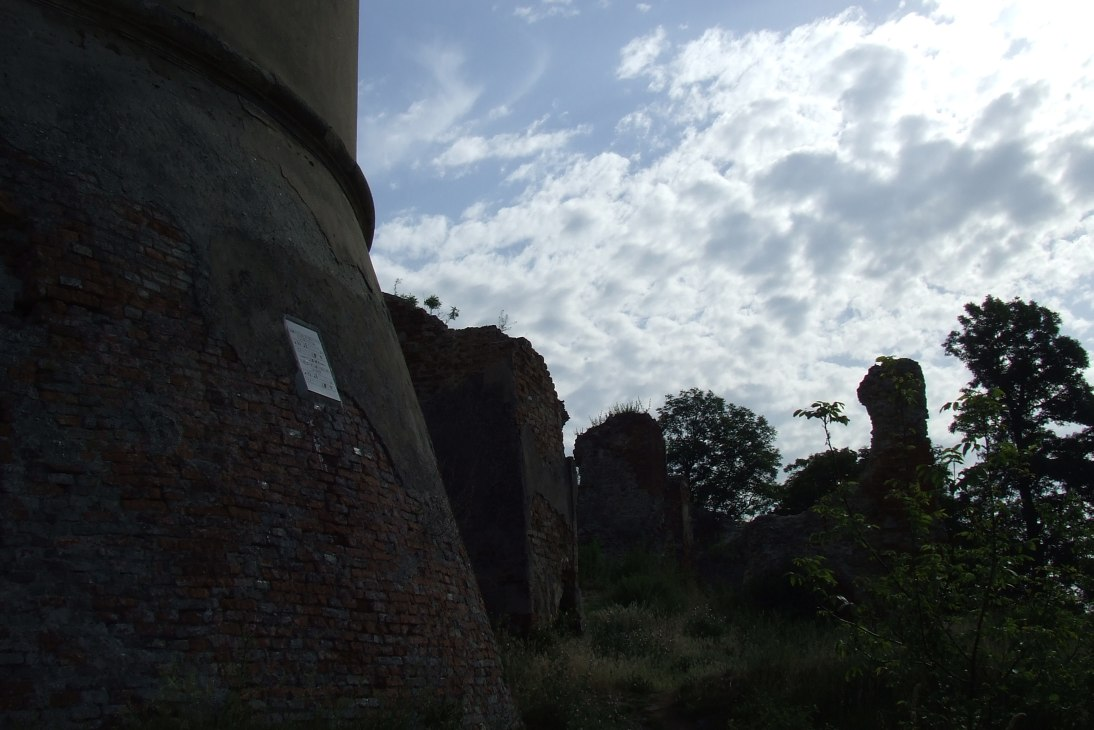
Cetatea Ardud
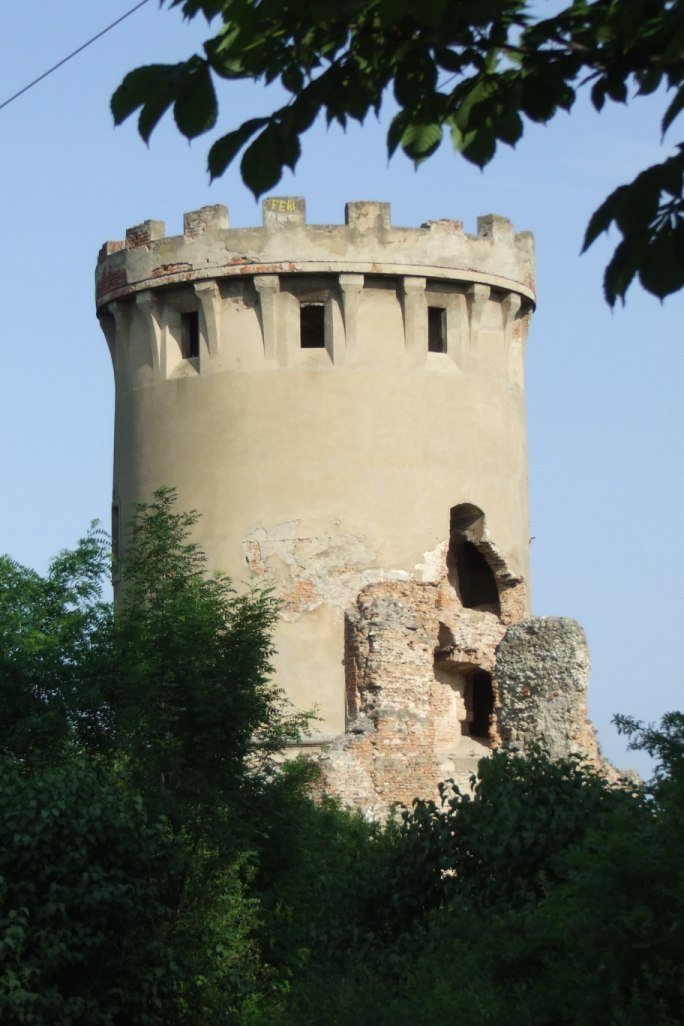
Cetatea Ardud
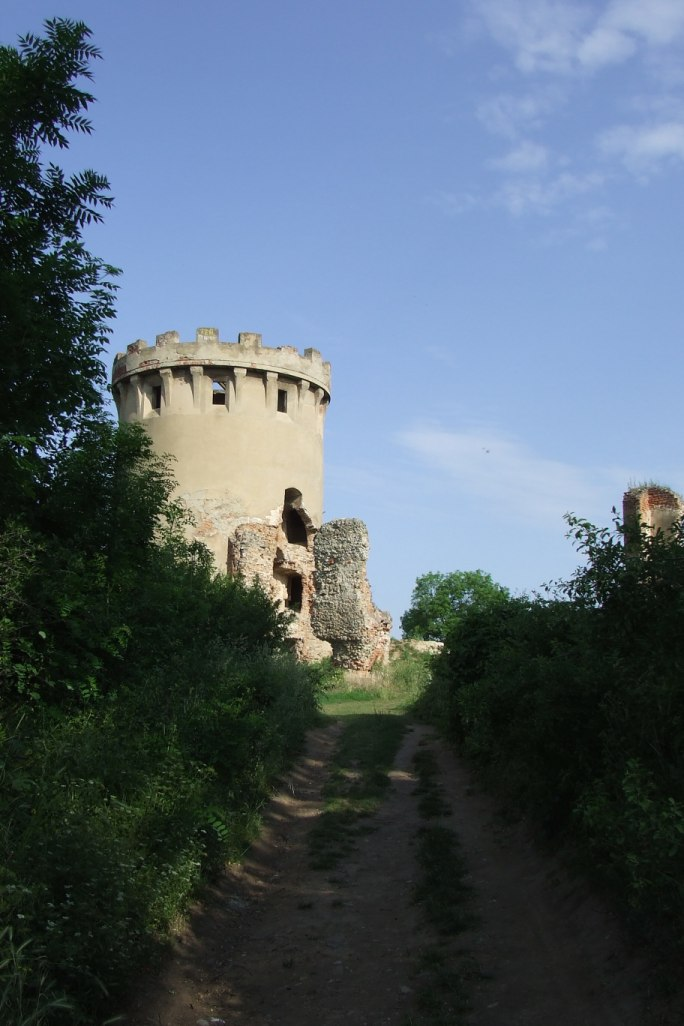
Cetatea Ardud
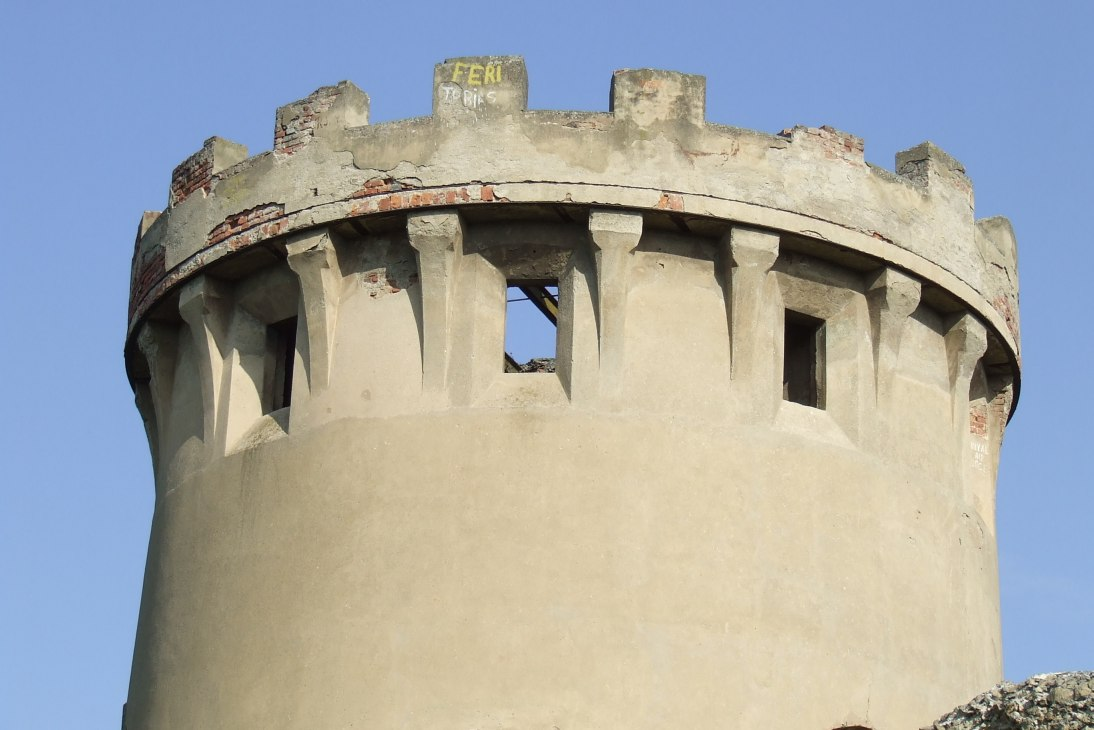
Cetatea Ardud
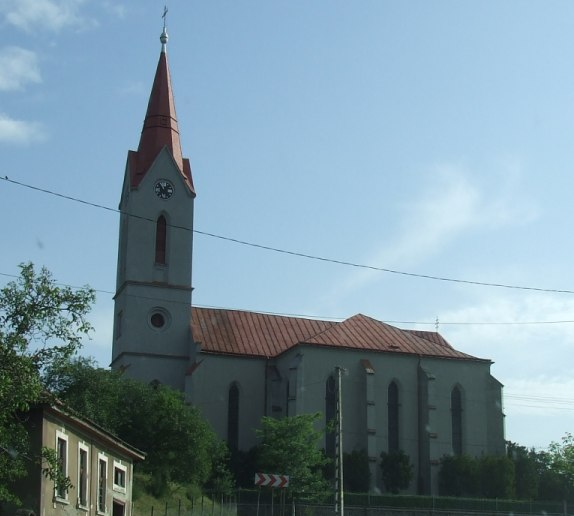
Biserica romano-catolică din Ardud